# Oblężenie Kandii
Oblężenie Kandii (obecnie Iraklion) – oblężenie, które miało miejsce w latach 1648–1669 podczas wojny wenecko-tureckiej 1645–1669, zwanej z powodu długotrwałych operacji oblężniczych wojną kandyjską.

## Wstęp
W roku 1644 Kawalerowie Maltańscy zaatakowali konwój turecki zmierzający z Aleksandrii do Konstantynopola, po czym wraz ze zdobytym łupem wylądowali w Kandii na Krecie, która wchodziła w skład Rzeczypospolitej Weneckiej. Wśród zdobyczy znalazła się także część sułtańskiego haremu wracającego z pielgrzymki do Mekki.
Akcja Rycerzy Maltańskich dała Turcji pretekst do rozpoczęcia działań wojennych przeciwko Wenecji. Z tego powodu 24 czerwca/4 lipca 1645 roku wylądowała na Krecie potężna armia turecka licząca 60 000 żołnierzy, którą dowodził Jussuf Pasza. Turcy najpierw opanowali twierdze Canea i Rettimo, a na oblężenie każdej z nich poświęcili dwa miesiące. Do roku 1648 wojska tureckie opanowały całą Kretę i przystąpiły do zdobycia ostatniego i najsilniejszego punktu oporu – głównego miasta na Krecie, czyli Kandii.

## Oblężenie

### Blokada twierdzy i bombardowanie 1648–1666
Oblężenie Kandii rozpoczęło się od założenia 5 maja/15 maja 1648 roku tureckiej blokady. Przez pierwsze trzy miesiące Turcy ograniczyli się jedynie do działań mających na celu odcięcie dostawy wody i przerwanie morskiego połączenia z Wenecją. Następne 16 lat Turcy bombardowali miasto, jednak nie zdołali złamać determinacji mieszkańców i garnizonu.
Będąc morską potęgą Wenecja postanowiła zablokować Dardanele, by odciąć wojska tureckie znajdujące się na Krecie od zaopatrzenia. Doprowadziło to do serii bitew w okolicach Cieśniny Dardanelskiej, których głównym powodem były działania na Krecie. Do roku 1655 włącznie wenecka flota z powodzeniem walczyła z flotą turecką. Także w 1656 roku Wenecjanie, pomimo śmierci swego dowódcy Lorenza Marcello pod Hellespontem, byli zwycięzcy. Wenecka flota pobiła w Dardanelach Turków także 17 lipca 1657, ponownie płacąc za zwycięstwo śmiercią naczelnego wodza Lazzaro Mocenigo.
Po podpisaniu 7 listopada 1659 roku pokoju pirenejskiego między Francją a Hiszpanią, Wenecja otrzymała zwiększoną pomoc od państw zachodnich. Jednak pokój w Vasvár zawarty w sierpniu 1664 roku, który kończył wojnę austriacko-turecką, także Turkom pozwolił skierować więcej sił do walki z Wenecjanami.

### Regularne oblężenie 1666–1669
W II poł. 1666 roku Turcy wzmocnili swe wojska i zamiast jak dotąd jedynie ostrzeliwać miasto przystąpili do regularnego oblężenia. W tym celu do stycznia 1667 roku wybudowali przed wschodnim odcinkiem Kandii łańcuch redut. Gdy 28 maja/7 czerwca 1667 roku przybył pod Kandię wielki wezyr Ahmed Köprülü, armia oblężnicza wzrosła do ok. 70 000 żołnierzy. Garnizon Francesco Morosiniego liczył w tym czasie ok. 20 000 żołnierzy, wśród których znaczną część stanowili Francuzi. Ponieważ blokada turecka nie była zbyt szczelna, oblężonym co jakiś czas przybywały posiłki.
Po przybyciu wielkiego wezyra Turcy rozpoczęli prace oblężnicze naprzeciw południowo-zachodniego odcinka twierdzy. Dla osłony przed wycieczkami połączyli przykopy rowami równoległymi do atakowanego frontu. Prace posuwały się szybko i już po 18 dniach wojska tureckie znalazły się na odległość strzału muszkietowego od rawelinu Montinego, po czym przystąpiły do szturmu, który jednak został odparty.
Wenecjanie bronili się przed tureckimi aproszami za pomocą kontrmin. Wkrótce armia turecka skupiła się na bastionie Panigra, znajdującym się na zachodnim froncie Kandii. Jednak pomimo podejmowanych wysiłków do końca sierpnia nie uzyskali tutaj żadnych efektów. Szereg wycieczek weneckich we wrześniu doprowadziło do wyparcia Turków z pierwszej linii umocnień. Ponadto 2 września/12 września i 19 września/29 września oblężeni wysadzili minami część robót tureckich.
Turcy 28 października/7 listopada opanowali rawelin Montinego, a 12 listopada/22 listopada część bastionu Panigra. W okresie od maja do grudnia 1667 roku na skutek zażartych walk oblężeni stracili 7 000 żołnierzy oraz 2 000 kobiet i dzieci wspomagających obronę twierdzy. Turcy w tym okresie stracili aż 20 000 żołnierzy.
Na skutek nieudanych szturmów i dużych strat Turcy 16 stycznia/26 stycznia 1668 ponownie przystąpili do prac oblężniczych, zwracając tym razem większą uwagę na słabo umocnione nadmorskie bastiony świętego Andrzeja (odcinek zachodni) i Sabionera (odcinek wschodni). W walce stosowane były miny oraz bombardowanie zarówno atakowanych bastionów, jak i miasta.
Na początku marca flota turecka dokonała próby desantu, który uniemożliwiła flota wenecka. Gdy Turkom udało się dokonać wyłomu w bastionie świętego Andrzeja, ruszyli 26 sierpnia/5 września do szturmu, który został jednak odparty. Jesienią i zimą obrońcy wznieśli w obu zagrożonych bastionach wały wewnętrzne.
Wiosną 1669 roku na skutek ciągłego ostrzału artyleryjskiego powstały w obleganej twierdzy potężne wyłomy. By nie dopuścić do szturmu, obrońcy przeprowadzili 15 czerwca/25 czerwca dwie wycieczki. Wielka wycieczka w sile 5 500 żołnierzy wyprowadzona została od bastionu Sabionera, a mniejsza, w sile 300 żołnierzy, od bastionu świętego Andrzeja. Obrońcy zniszczyli kilka tureckich baterii i zasypali znaczną liczbę rowów.
Punktem zwrotnym oblężenia było wycofanie się 8 sierpnia/18 sierpnia 1669 roku posiłkowych wojsk francuskich z Kandii, czego przyczyną były spory Francuzów z weneckim dowódcą garnizonu. W twierdzy został dowódca sił weneckich Francesco Morosini, który miał do dyspozycji tylko 3 600 żołnierzy weneckich. Nie widząc szans na dalszą obronę Wenecjanie skapitulowali 25 sierpnia/4 września 1669 roku przed armią wielkiego wezyra Ahmeda Köprülü.
Jeden z punktów zawartej umowy kapitulacyjnej mówił, że wszyscy chrześcijanie w Kandii mogą opuścić miasto wraz z dobytkiem, który są w stanie udźwignąć. Umowa pokojowa pozostawiła w rękach Wenecji trzy twierdze na leżących w pobliżu wybrzeży Krety wyspach Grambusa, Souda i Spinalonga, które były odtąd naturalną przystanią dla statków weneckich podróżujących na wschód. Utratę Krety zrekompensowało Wenecji zwiększenie stanu posiadania w Dalmacji. Morosini podpisał traktat pokojowy w imieniu Wenecji, choć nie otrzymał upoważnienia do takich rozmów od weneckiego senatu.
Podobno papież Klemens IX rozchorował się w październiku zaraz po otrzymaniu wieści o upadku Kandii – zmarł w grudniu 1669 roku. 
W 1860 roku Richard Harris wydał utwór poświęcony oblężeniu Kandii pt. The Siege of Candia. An Epic Poem.

## Wspierający Wenecjan uczestnicy oblężenia
- Kawalerowie Maltańscy walczyli podczas oblężenia Kandii w 1668 roku, choć faktycznie ich atak na konwój turecki z Aleksandrii do Konstantynopola w 1644 roku, połączony ze zdobyciem sułtańskiego haremu, stał się głównym powodem wojny turecko-weneckiej
- Francois de Beaufort, który zginął podczas oblężenia
- Philippe de Montault-Bénac, marszałek księcia Beaufort.
- Philippe de Vendôme, siostrzeniec księcia Beaufort
- Vincenzo Rospigliosi, admirał floty i siostrzeniec papieża Klemensa IX
- Charles de Sévigné.